# Rejon nowogrodzki (obwód czernihowski, 1923–2020)
Rejon nowogrodzki – jednostka administracyjna wchodząca w skład obwodu czernihowskiego Ukrainy.
Rejon utworzony w 1923, ma powierzchnię 1804 km² i liczy około 36 tysięcy mieszkańców. Siedzibą władz rejonu jest Nowogród Siewierski.
Na terenie rejonu znajdują się 1 miejska rada i 25 silskich rad, obejmujących w sumie 89 wsi i 1 osadę.